# James Baldwin
James Arthur Baldwin (Manhattan, 1924. augusztus 2. — Saint-Paul-de-Vence, 1987. december 1.) afroamerikai regényíró, drámaíró, esszéista, költő és aktivista. James Baldwin homoszexuális volt.

## Művei
- Az ártatlanság megőrzése (1949)
- Eredj, mondd el a hegyen (1953)
- Egy meghajszolt vadember feljegyzései (1955)
- Notes of a Native Son (1955)
- Giovanni szobája (1956)
- Senki nem tudja a nevemet (1961)
- Más ország (1962)
- A Talk to Teachers (1963); A következő tűzvész (1963)
- Blues for Mr. Charlie (1964)
- Mondja kérem, mikor ment el a vonat? (1968)
- No Name in the Street (1972)
- Ha a néger utca beszélni tudna (1974)
- The Devil Finds Work (1976)
- Just Above My Head (1979)
- Jimmy's Blues (1983)
- The Evidence of Things Not Seen (1985)
- The Price of the Ticket (1985)
- Harlem Quartet (1987)

## Magyarul
- Ha a néger utca beszélni tudna és Giovanni szobája; ford. Dezsényi Katalin, László Balázs, utószó Virágos Zsolt; Európa, Bp., 1980 (Modern könyvtár)
- Ha a Beale utca mesélni tudna; ford. Mesterházi Mónika; Magvető, Bp., 2018